# Bicellaria spuria
Bicellaria spuria är en tvåvingeart som först beskrevs av Fallen 1816.  Bicellaria spuria ingår i släktet Bicellaria och familjen puckeldansflugor. Arten är reproducerande i Sverige. Inga underarter finns listade i Catalogue of Life.

## Bildgalleri

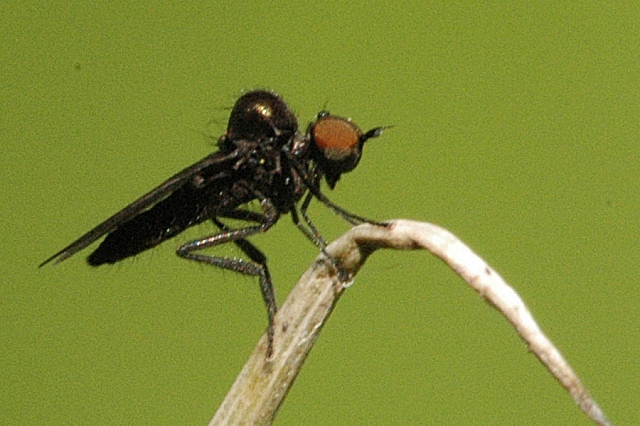
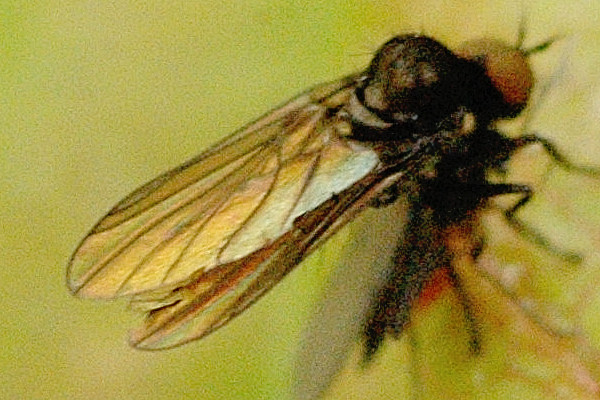